# Leucania putrida
Leucania putrida är en fjärilsart som beskrevs av Otto Staudinger 1889. Leucania putrida ingår i släktet Leucania och familjen nattflyn. Inga underarter finns listade i Catalogue of Life.